# Lincoln Calibration Sphere 1
A Lincoln Calibration Sphere 1, ou LCS-1, é uma grande esfera de alumínio que está orbitando a Terra desde 6 de maio de 1965. Essa é a "espaçonave" mais antiga ainda em uso (mais de 50 anos). Ela foi lançada em conjunto com o Lincoln Experimental Satellite-2 usando um foguete Titan IIIA. Apesar de tecnicamente ser considerada a mais antiga "espaçonave" operacional, ela não possui fonte de energia nem combustível; é meramente uma esfera de metal. Tem sido usada para calibrar radares desde o seu lançamento. Ela foi construída pela Rohr. Corp. para o MIT Lincoln Laboratory.